# Khairagarh
Khairagarh là một thị xã và là một nagar panchayat của quận Rajnandgaon thuộc bang Chhattisgarh, Ấn Độ.

## Địa lý
Khairagarh có vị trí 21°25′B 80°58′Đ / 21,42°B 80,97°Đ Nó có độ cao trung bình là 307 mét (1007 feet).

## Nhân khẩu
Theo điều tra dân số năm 2001 của Ấn Độ, Khairagarh có dân số 15.149 người. Phái nam chiếm 51% tổng số dân và phái nữ chiếm 49%. Khairagarh có tỷ lệ 73% biết đọc biết viết, cao hơn tỷ lệ trung bình toàn quốc là 59,5%: tỷ lệ cho phái nam là 81%, và tỷ lệ cho phái nữ là 64%. Tại Khairagarh, 13% dân số nhỏ hơn 6 tuổi.